# 护国派

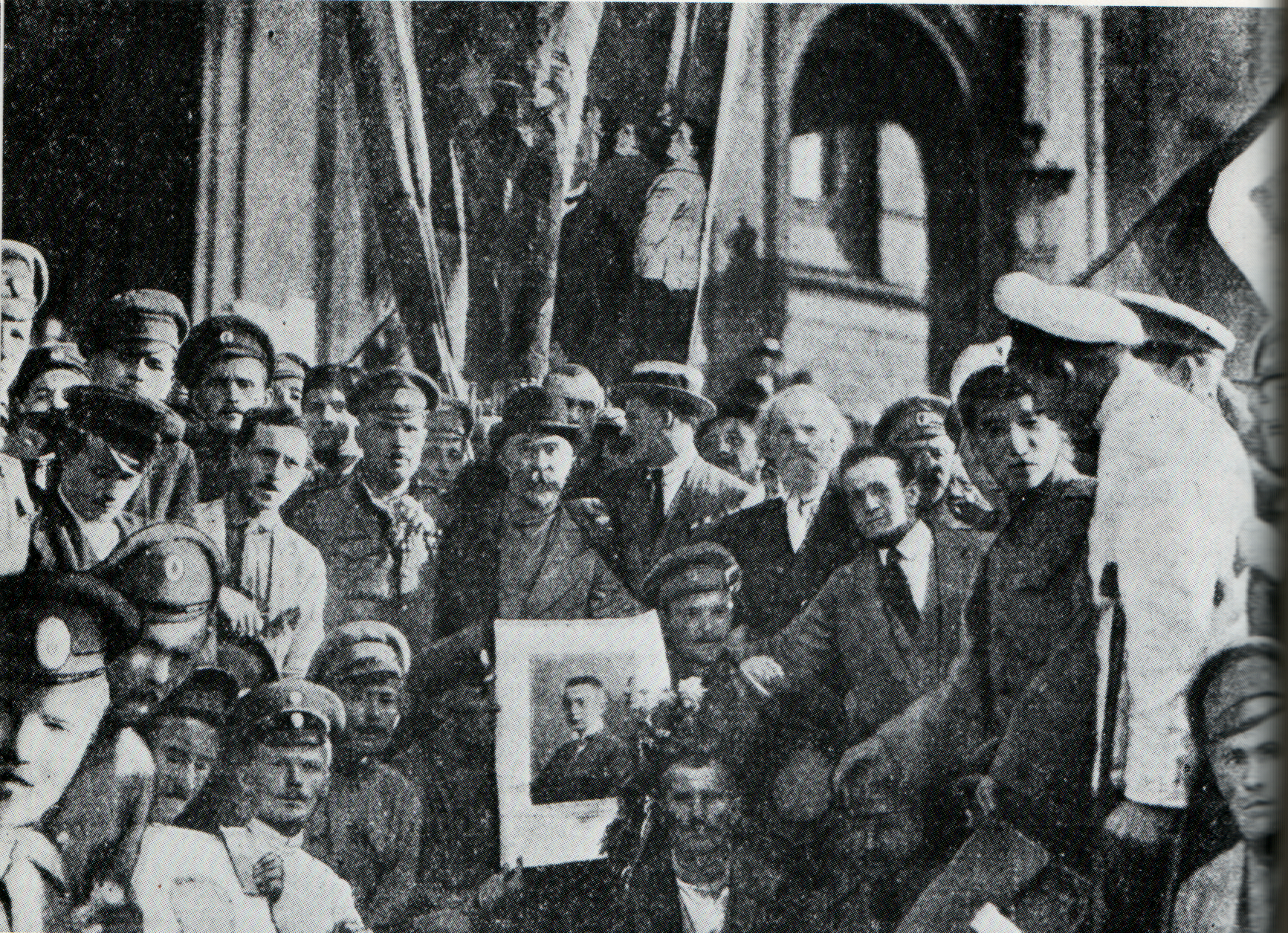
1917年，格奥尔基·普列汉诺夫领导的“护国派”在彼得格勒举行集会，支持“克伦斯基攻势”。

护国派（直译：「保卫者」）是第一次世界大战期间俄国社会中主张支持俄国取得战争胜利的派别。与之对立的派别主张让俄罗斯帝国在战争中失败，被称为“失败主义者”。除了这两个派别外，还有呼吁“无兼并、无赔款的和平”的“中间派”以及提出“既不胜利，也不失败”或“既不和解，也不战争”的口号的“国际主义者”。在“护国派”中既有右翼也有左翼的活动人士。许多活动人士，尤其是在1917年，曾在两派之间转换立场，先是作为“护国派”，后来转向“失败主义者”，反之亦然。在苏联的政党史学中，这一称呼通常仅用来指代“孟什维克”，因为除布尔什维克党之外，其他政党的历史在苏联并未被有针对性地研究。
在俄国社会民主工党内，最主要的“护国派”出版物是报纸《起点》，而最大的“护国派”组织是格奥尔基·普列汉诺夫领导的“团结”团体（1914年—1918年）。在俄国社会民主工党 (布尔什维克)第六次代表大会上，俄国社会民主工党 (布尔什维克)最终决定与“护国派”决裂。